# Bartsia trixago
Bartsia trixago (sinónimo: Bellardia trixago) es una planta anual común en caminos y cunetas (rara en cultivos) originaria de Europa circum-mediterránea y Norte de África.

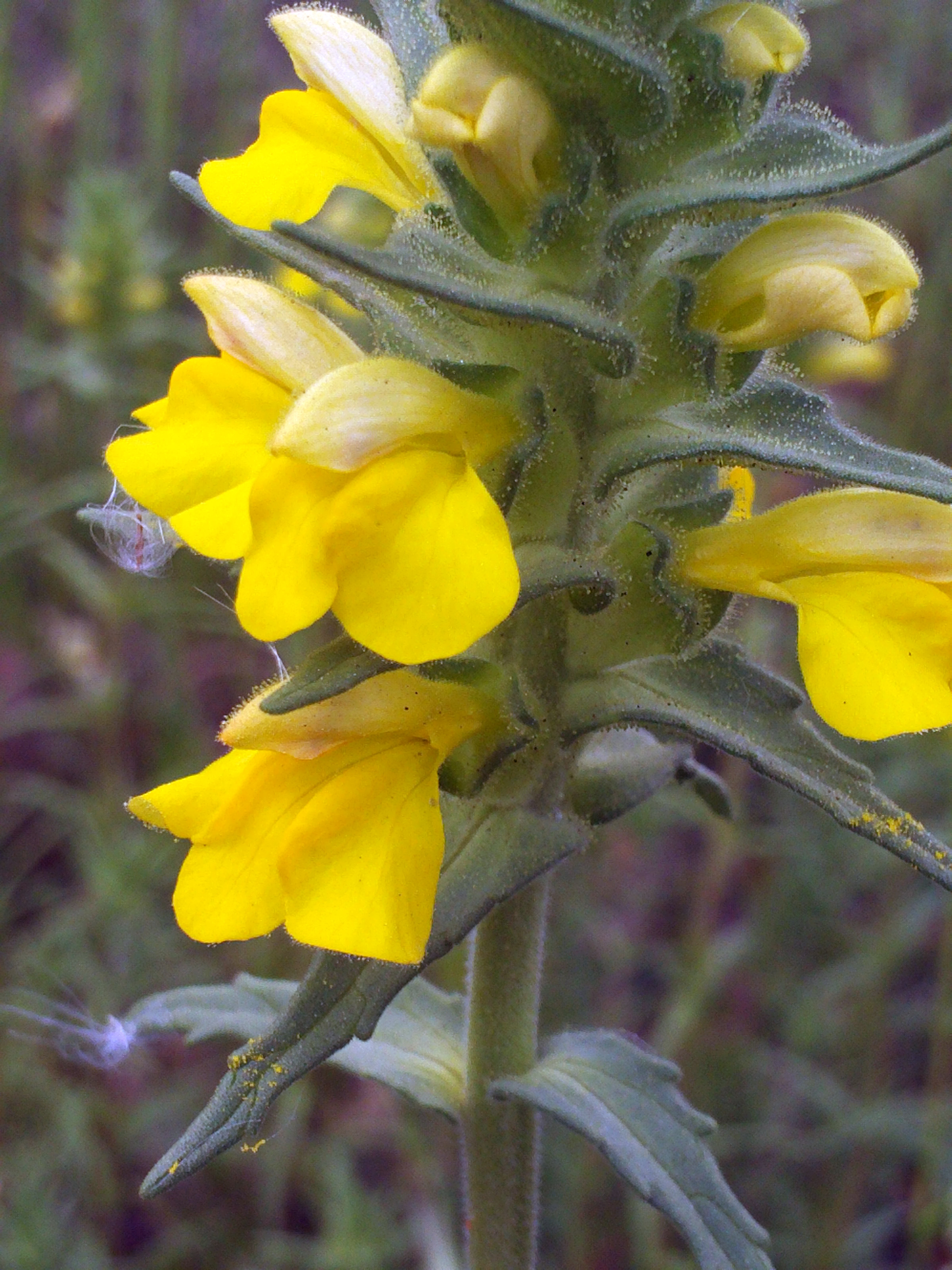
Detalle de las flores

## Descripción
Se trata de una planta hemiparásita -de raíces y sin huésped específico-, en pastizales y herbazales de secano.   
Lo más llamativo de su inflorescencia es la corola bilabiada, que puede ser discolora, y sus grandes brácteas. Sus flores pueden variar de tonos blancos a rosados, pero es habitual encontrar ejemplares con flores completamente amarillas, pudiendo confundirse con Parentucellia viscosa, de aspecto muy similar.
Llega hasta 70 cm de altura, pero normalmente no pasa de los 40-50 cm. Los tallos son erectos, simples o poco ramificados. Las hojas (14)20–60(73) por (2)4–9(12) mm, opuestas, amplexicaules, erecto–patentes, rectas o incurvas, lineares o linear–lanceoladas, remotamente aserradas, estrigosas. La inflorescencia mide 2–16 cm, en racimo espiciforme, denso y las brácteas  hasta 25 por 8(12) mm, con indumento muy denso, las inferiores foliáceas, las superiores enteras, ovadas, cordadas. Las flores son zigomorfas, hermafroditas, pentámeras, subsésiles con un cáliz 4–10 mm, ventricoso, dividido en 2 labios laterales bilobados y una de corola 10–20 mm, bilabiada, puberulento–glandulosa, blanca con tonos rosados o amarilla, con labio superior galeado y tubo de 8–10 mm, más largo que el cáliz.
El fruto es una cápsula de 6–12 por 4–6 mm, ovoidea, pelosa con semillas de 0,6–0,7 por 0,4–0,5 mm, algo reniformes, pardo–claras, casi rosadas.  El número de cromosomas es de 2n = 24.

## Distribución y hábitat
Esta especie de origen circummediterráneo ha sido introducida en América, Australia y Sudáfrica. También ha llegado a colonizar las Islas Canarias y Madeira, probablemente como especie exótica invasora.
Tiene gran indiferencia edáfica, pues está ligada a la presencia de plantas que parasita, que será el único requisito para su establecimiento. Pero muestra cierta predilección por suelos básicos, zonas calizas y yesíferas.
La podemos encontrar en herbazales y pastizales efímeros, cunetas y claros de matorral, a veces con cierto comportamiento ruderal.
Crece desde el nivel del mar hasta los 1300 metros, ocupando los pisos termo y mesomediterráneo. Ombroclima seco.

## Taxonomía
BasónimoBartsia trixago L.,  Species Plantarum, vol. 2, p. 602-603, 1753
Sinonimia
- Alectorolophus trixago (L.) M.Bieb.
- Bartsia bicolor DC.
- Bartsia capensis (L.) Spreng.
- Bartsia maxima (Willd.) Pers.
- Bartsia rhinanthoides Hochst. ex Benth.
- Bartsia versicolor (Willd.) Pers.
- Bellardia trixago (L.) All.
- Euphrasia trixago (L.)
- Euphrasia versicolor (Willd.) Bubani
- Glossostylis abyssinica Hochst. ex A.DC.
- Rhinanthus capensis L.
- Rhinanthus maximus Willd.
- Rhinanthus trixago (L.) L.
- Rhinanthus versicolor Willd.
- Trixago apula Steven[3]

Nombres comunesCastellano: conejitos, gallocresta.